# Liv Lindeland
Carol Imhof Willy Rey
Sharon Clark Marilyn Cole
Liv Lindeland (née le 7 décembre 1945 en Norvège) est un modèle de charme féminin et une actrice. Elle a été choisie par le magazine Playboy comme playmate du mois de janvier 1971 et a été élue Playmate de l'Année en 1972. On[Qui ?] se souvient d'elle, particulièrement, parce que son dépliant central fut le tout premier depuis la création du magazine, à montrer les poils pubiens du modèle, de façon d'ailleurs assez discrète. 

## Biographie
Née en Norvège, Liv est venue s'installer aux États-Unis en 1965 ; elle travailla pendant quatre ans à Boston en tant que modèle de mode puis déménagea à Los Angeles en 1969.
La presse masculine était en plein dans la période des Guerres pubiennes entre Playboy et Penthouse ; depuis plusieurs mois, les deux magazines avaient commencé à braver progressivement la censure en proposant des photos de femmes nues sur lesquelles les poils pubiens étaient visibles, non dissimulés par quelque artifice. Cependant cette audace n'avait jamais été jusqu'à toucher le dépliant central, même si quelques-uns s'en étaient approchés de très près, comme ceux de Melodye Prentiss (Miss Juillet 1968), Majken Haugedal (Miss Octobre 1968), ou encore de Gloria Root (Miss Décembre 1969). 
Le pas décisif fut fait avec la photo de la blonde Liv Lindeland, pourtant prise par suite d'inattention par le photographe Alexas Urba, qui raconte : « Elle était assise sur un lit dans le studio et je lui ai demandé de lever un peu sa jambe droite pour améliorer la pose. Mais je n'avais pas remarqué que l'on voyait ses poils pubiens avant de tirer les photos. » Un rayon de soleil en contrejour illuminait en effet quelques boucles blondes de nature non équivoque. La décision de publier fut prise par Hefner après maintes réflexions et beaucoup d'hésitation car il courait le risque d'un procès pour obscénité ; Penthouse avait ouvert la voie cinq mois auparavant. « Mais Le premier pubis de Playmate passa généralement inaperçu dans l'ensemble de la nation. »
Dans sa Playmate Data Sheet, à l'énoncé « I AM POSING BECAUSE : », Liv répondait : « Because if one has an attractive body it should not be hidden. »
(« JE POSE PARCE QUE : si l'on a un corps attirant, on ne devrait pas le cacher »)
Le pas suivant devait être franchi un an plus tard avec Marilyn Cole (Miss Janvier 1972) posant debout, totalement nue et de face, alors que Liv Lindeland s’apprêtait à recevoir le titre de Playmate de l'Année 1972 ; elle reçut à cette occasion, outre le cachet habituel et de nombreux autres cadeaux, une automobile DeTomaso Pantera avec moteur Ford 351 V-8 et de couleur « rose Playmate »[source insuffisante]. 
Par la suite, elle entama une carrière théâtrale, puis devint agent artistique. Elle a, à nouveau, posé dans Playboy en 1979 pour l'article Playmates Forever proposant des photos nues d'anciennes playmates, fréquente occasionnellement les  Glamourcon (en). 
Elle fut une des 11 Playmates de l'Année présentes en septembre 1979, lors de la grande fête organisée pour les 25 ans du magazine au Manoir Playboy de Los Angeles, qui au total rassembla 136 playmates. 
Elle vit à Hawaii avec son troisième mari, Tony Martin, qui est fils de Cyd Charisse.

## Films
- 1970 : Le 3eme Œil (en) de Burgess Meredith
- 1971 : The Odd Couple, série télévisée, épisode 1.21 "Oscar's New Life" : une jolie fille (créditée comme Liv Von Linden)
- 1971 : Evel Knievel de Marvin J. Chomsky : une photographe
- 1973 : Sauvez le tigre (Save the Tiger) de John G. Avildsen : Ula
- 1974 : Dirty O'Neil de Leon Capetanos et Lewis Teague : Mme Crawford
- 1975 : The Photographer de William Byron Hillman : Mme Fowland
- 1975 : Win, Place or Steal de Richard Bailey : Valerie (créditée comme Liv Von Linden)
- 1988 : Picasso Trigger d'Andy Sidaris : Inga
- 1990 : Guns d'Andy Sidaris : Ace